# Benjaminia
Benjaminia es un género con cinco especies de plantas de flores perteneciente a la familia Scrophulariaceae. Algunos expertos lo clasifican dentro de la familia Plantaginaceae.
Etimología
Benjaminia: nombre genérico otorgado en honor del botánicoalemán Ludwig Benjamin.

## Especies seleccionadas
- Benjaminia glabra
- Benjaminia minor
- Benjaminia reflexa
- Benjaminia splendens
- Benjaminia utriculariaeformis